# Richárd Rapport
Richárd Rapport (Szombathely, 25 marzo 1996) è uno scacchista ungherese.
Nel marzo del 2010, terminando al secondo posto il torneo di Szentgotthárd, è diventato all'età di 13 anni, 11 mesi e 15 giorni, il quinto più giovane scacchista ad ottenere il titolo di grande maestro.
È stato seguito da vari trainer di prestigio, tra i quali Oleksandr Beljavs'kyj e Adrian Mihalčišin.
Ha partecipato con l'Ungheria a due olimpiadi: nel 2014 a Tromsø dove vince la medaglia d'argento a squadre e nel 2016 a Baku dove gioca in prima scacchiera. In totale ha vinto 6 partite, pareggiate 5 e perse 5.
Da settembre 2022 a giugno 2024 ha rappresentato la Federazione scacchistica della Romania, per poi tornare a rappresentare la federazione del suo paese.
Ha raggiunto il massimo rating nell'aprile 2022, con 2776 punti Elo, con lo stesso punteggio il mese successivo ha raggiunto il 5º posto al mondo .

## Carriera

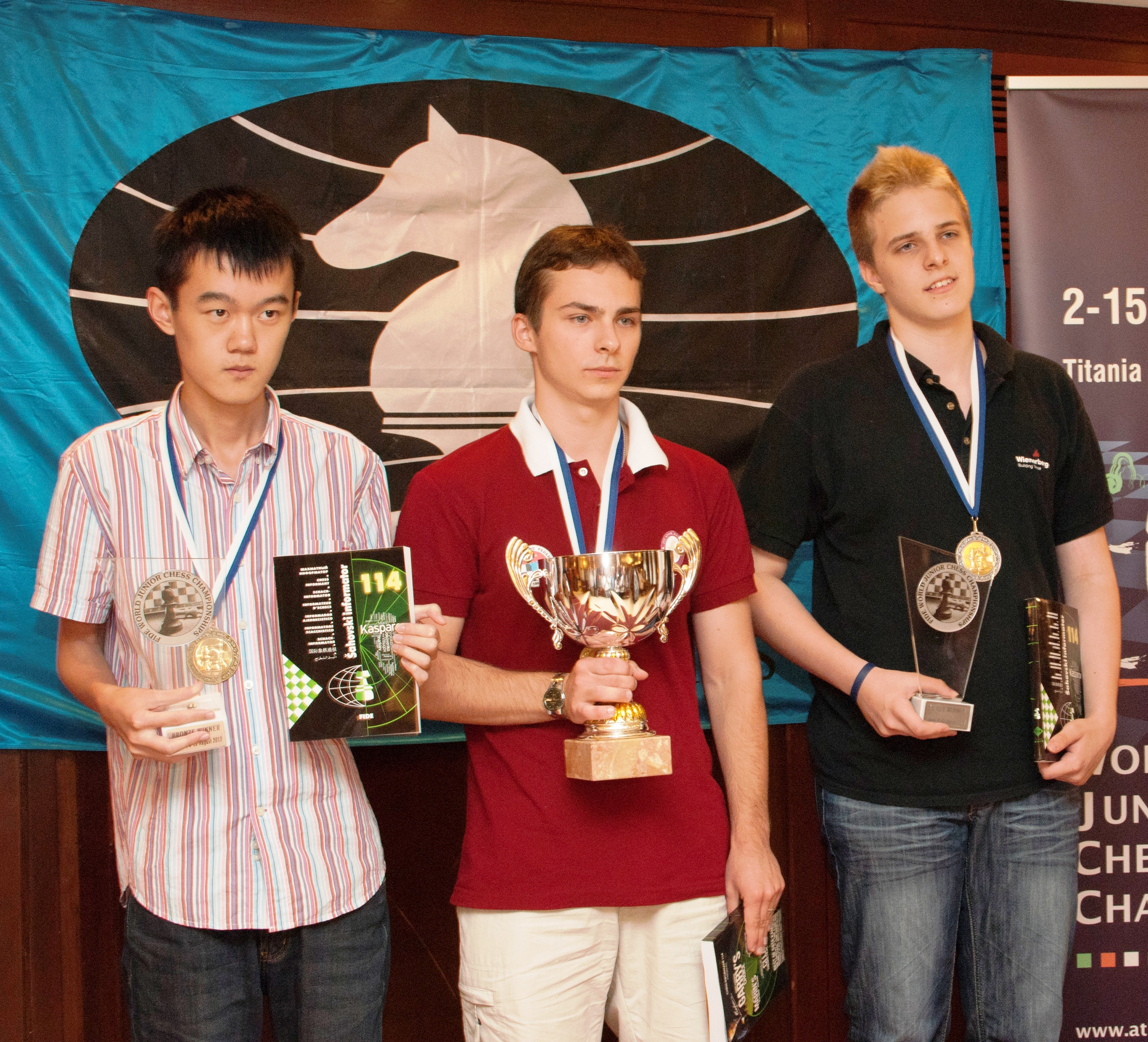
Podio del Mondiale juniores 2012: da sinistra a destra Ding, Ipatov e Rapport

- 2008:  vince a Budapest il classico torneo First Saturday di luglio, sezione IM.
- 2012:  ad Atene giunge 2º nel Mondiale juniores, preceduto per spareggio tecnico dal russo Oleksandr Ipatov e precedendo il cinese Ding Liren.[7]
- 2015:  vince a Gozo il torneo Checkmate Malta.[8]
- 2016:  vince a Londra il torneo Checkmate London .[9]. In aprile vince il Campionato tedesco a squadre (Bundesliga) con la squadra del Solingen.[10]
- 2017: in maggio a Zalakaros vince a pari merito il 36th Zalakaros Chess Festival Sax Gyula Memorial, valevole anche come Campionato ungherese.[11][12].   In settembre è arrivato nei quarti di finale della Coppa del Mondo, è riuscito a sconfiggere ed eliminare il peruviano Emilio Cordova, i cinesi Wei Yi e Li Chao, il russo Evgenij Naer, per poi venir eliminato dal cinese Ding Liren.[13]
- 2018:  in gennaio vince a Villorba la Vergani Cup con 7/9.[14]
- 2019:  in febbraio a Saint Louis vince lo Champions Showdown, battendo Samuel Shankland 18-6 negli scontri rapid e 13,5 a 10,5 in quelli blitz .[15] In luglio a Danzhou vince con 4,5 su 7 la 10ª edizione dell'omonimo Danzhou Super Chess Grandmaster Tournament.[16] In novembre vince a Dulcigno la 35ª edizione della Coppe europea per club con la squadra del Obiettivo Risarcimento Padova come prima scacchiera.[17]
- 2020:  in dicembre vince ancora il torneo Danzhou Super Chess Grandmaster Tournament, questa volta giocato online nella cadenza Rapid, ottenendo 9 punti, imbattuto, su 14 partite.[18]
- 2021:  in settembre giunge 3º nel Norway Chess, alle spalle del vincitore Magnus Carlsen e di ʿAlīreżā Firūzjāh.[19]
- 2022:  vince in marzo la tappa di Belgrado del FIDE Grand Prix 2022, superando in finale il russo Dmitrij Andrejkin.[20] Questo risultato gli permette di ottenere il secondo posto nel FIDE Grand Prix 2022 qualificandolo per il Torneo dei candidati 2022, che lo vede quindi giungere ultimo con 5,5/14.
- 2023:  in aprile, in occasione del campionato del mondo del 2023, è il secondo di Ding Liren, il quale vince la sfida per il titolo negli spareggi rapid.